# Vittorio Cerruti

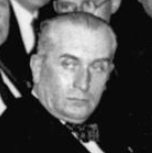
Vittorio Cerruti, 1933

Vittorio Cerruti (* 25. Mai 1881 in Novara; † 25. April 1961 ebenda) war  ein italienischer Diplomat.

## Leben
Vittorio Cerruti war der Sohn von Giuseppina Reclocchi und Cario Cerruti.
Er studierte bis 1903 Rechtswissenschaft an der Universität Rom. 1904 trat er in den auswärtigen Dienst und wurde vom 21. August 1904 bis 1915 Gesandtschaftssekretär an der italienischen Botschaft in Wien.
1907 war er Delegierter auf einer der Haager Friedenskonferenzen. 1908 wurde er zum Legationssekretär zweiter Klasse und 1913 zum Legationssekretär erster Klasse befördert. 1915 wurde er in den Generalstab der italienischen Armee eingezogen.
1916 war er Gesandtschaftssekretär in Buenos Aires. Er heiratete am 2. Juni 1923 in Shanghai Elisabetta de Paulay. 
Vom 6. Februar 1927 bis 12. Mai 1930 war er Botschafter in Moskau. Von 12. Mai 1930 bis 25. August 1932 war er Botschafter in Rio de Janeiro. Vom 25. August 1932 bis 26. Juli 1935 war er Botschafter in Berlin. Vom 26. Juli 1935 bis 20. November 1938 war er Botschafter in Paris. Am 21. Juni 1938 wurde mit dem Rang eines Botschafters in den Ruhestand versetzt.
Von 1946 bis zu seinem Tod war er Vorstandsvorsitzender der Banco Popolare di Novara.